# Hangvar-Halls församling
Hangvar-Halls församling var en församling i Visby stift i Svenska kyrkan på Gotland. Församlingen uppgick 2012 i Forsa församling.
Till församlingen hörde Hangvar kyrka och Halls kyrka.

## Administrativ historik
Församlingen bildades 2002 genom samgående av Hangvars och Halls församlingar och ingick i pastoratet Lärbro, Hellvi och Hangvar-Hall där 2010 församlingarna Lärbro och Hellvi slogs samman. Församlingen uppgick 2012 i Forsa församling.